# Carlos Solé
Carlos Solé Espínola (Montevideo, 9 de octubre de 1916 - Montevideo, 9 de mayo de 1975) fue un periodista deportivo uruguayo.

## Biografía
Fue uno de los relatores radiales del "maracanazo" (así conocida a la final de la Copa Mundial de Fútbol de 1950), que disputaron Uruguay y Brasil. 
A través de su voz, fueron recreadas algunos de los episodios más importantes del fútbol uruguayo: Campeonato Mundial de 1950 en Brasil, Campeonato Mundial de 1954 en Suiza, Copas Libertadores e Intercontinentales de 1960, 1961, 1966, 1971.
Su voz se convirtió en inconfundible luego de tantos años en que trabajó llevando a los hogares las incidencias de los partidos que todavía no se podían ver por televisión.
Carlos Solé debutó como relator el 12 de octubre de 1935, tres días después de cumplir 18 años; lo hizo a través de CX6 SODRE, en un partido en que Club Atlético Bella Vista venció 2-1 a Club Atlético River Plate (Uruguay) en el Parque Central por el Campeonato de Honor. Este no fue el debut radial de Solé, ya que anteriormente daba la información del clima en distintas emisoras.
Desde 1946 hasta su muerte, Solé trabajó en Radio Sarandí.
A raíz de sus opiniones, Solé fue procesado sin prisión en el año 66. El relator fue invitado al programa Glorias Deportivas en Canal 12 y allí realizó una de sus clásicas y duras críticas a los directores técnicos (a quienes llamaba "los proxenetas" del fútbol, debido  a que creía que eran inútiles).
En la década del 50 Solé era el relator con mayor audiencia (según un estudio realizado por la agencia Ímpetu en 1955, más del 70 % de la gente lo escuchaba). Su espectacular transmisión del Mundial en Suiza de 1954 marcó uno de los momentos más altos en su carrera, en especial del partido que Uruguay perdió frente a Hungría (primer partido que la selección celeste perdió en la historia de los mundiales) . El relato del 2-2 en ese partido es el siguiente: "(…) apoya a su compañero de equipo Souto, éste a Santamaría, se corre el back, entrega la pelota a William Martínez, éste ataca en los últimos minutos para apoyar a Souto, Souto a Hohberg, Hohberg le cruza a Ambrois… Ambrois a Schiaffino, se corre, apoyó a Hohberg, va a tirar y tiene el tanto, tiró… Gol… goool… goool… gol uruguayo, gol… gol uruguayo… Hohberg… Hohberg a los 43 minutos. Acá se festeja con la incontenible emoción (se escucha el llanto de Solé). Hohberg a los 43 minutos, hizo el tanto del empate… Dos a dos. Hungría y Uruguay… El león vencido sacudió la melena (…)"